# Huagai
En astronomie chinoise, Huagai est un astérisme constitué de sept étoiles situé dans la constellation occidentale de Cassiopée, au nord du « W » caractéristique de cette constellation. Huagai représente en réalité l'auvent abritant l'empereur du ciel siégeant dans le palais céleste Ziwei, Tianhuang Dadi. Toutes les représentations montrent Huagai en forme de demi-lune. Du fait des étoiles présentes dans cette région, il ne fait guère de doute que sa composition exacte est dans l'ordre de la demi-lune :
- 42 Cas,
- 50 Cas,
- 48 Cas,
- ω Cas,
- 43 Cas,
- ψ Cas,
- 31 Cas.

Cette région de la constellation de Cassiopée est relativement pauvre en étoiles brillantes, à l'inverse de celle parcourue par la Voie lactée. Les étoiles de l'astérisme ont une magnitude apparente variant entre 4,1 et 5,5. Mis à part 42 Cas, les six autres étoiles forment la partie arrondie de la demi-lune. 42 Cas est située sur le segment reliant les deux astres extrêmes de l'arc de cercle, 31 Cas (au sud-est) et 50 Cas (au nord-ouest). 
À proximité de Huagai se trouvent également, outre Wangliang, les astérismes Chuanshe et Gedao. 

## Référence
- (en) Francis Richard Stephenson et David A. Green, Historical supernovae and their remnants, Oxford, Oxford University Press, 2002, 252 p. (ISBN 0198507666), pages 109 et 219.